# 沼津市立第三中学校
沼津市立第三中学校（ぬまづしりつ だいさんちゅうがっこう）は、静岡県沼津市にある公立中学校。

## 沿革
- 1947年 - 海軍音響技術研究所の建物を用いて沼津市立第三中学校開校。
- 1957年 - 静岡国体開催に合わせてグラウンド拡張。6000坪。
- 1965年 - 中央の校舎完成。
- 1966年 - 女子制服がそれまでのセーラー服からボレロに変更。以後40年以上同じデザイン。
- 1969年 - プール竣工。
- 1970年 - 校舎火災。
- 1971年 - 山側の校舎が再建される。
- 1988年 - 道路側の校舎完成。特別教室が設置される。
- 2005年 - グラウンド側の校舎完成、学校給食が始まる。
- 2011年 - 新体育館完成。1階部分は第三地区センターとして運用開始。

## 特徴
沼津市立第三小学校と沼津市立香貫小学校の生徒が進学してくる。1980年代の最盛期には1学年10クラスまで膨れ上がった。現在では、1学年4クラスと少子高齢化の影響を受けている。

### 潮風祭
秋に行われる文化祭と体育祭は潮風祭（しおかぜさい）という名称で行われる。文化祭は合唱コンクール、吹部の演奏などとても盛り上がる。体育祭は、各学年、各クラスの色で分かれて勝負する。

### 裏山
山の麓に立地しており、学校施設の一部は半ば山に登りかけて建てられている。戦時中には海軍の研究施設だった場所であり、裏山の奥深くには当時の研究用プール（おばけプール）跡が残っている。

### 赤タイ
スクールカラーである臙脂（えんじ）色のジャージは伝統的に「赤タイ」と呼ばれている。基本的には冬のみの着用が許可されている。一時、赤タイを紫色に変更する計画がたてられていたが、その時の生徒の猛反対により赤タイのままとなっている。2002年にチャックが半分のデザインになり、2006年度から完全に旧式の赤タイが廃止された。2008年度からは体育着が全学年、半袖のみとなる。2017年長袖の体育着ができた。

## 修学旅行
- 奈良・京都（2泊3日）

## 高原教室
2年生の時に行う。とにかく登る山がきついらしく、毎年リタイアする生徒が出ている。

## 著名な卒業生
- 室伏重信 - ハンマー投元日本記録保持者。現ハンマー投げ選手、室伏広治の父
- 山本昌邦 - 元サッカー選手、指導者。アテネ五輪サッカー日本代表監督、アスルクラロ沼津元会長
- 大沼明穂 - 第31代沼津市長
- 水崎靖 - 元サッカー選手
- 川口良輔 - 元サッカー選手、指導者。川崎フロンターレクラブスタッフ
- 久保田有希 - 女子プロ総合格闘家。アマチュア時代にポーランド国際柔道で準優勝
- 松本拓也 - サッカー選手。FC岐阜所属
- 杉本龍勇 - 元陸上競技選手。バルセロナオリンピック日本代表。サッカー指導者
- 佐藤浩二 ‐ 元ラジオDJ
- 森川美和 - レスリング選手。綜合警備保障所属。

## 通学区域
沼津市立第三小学校の学区
- 我入道秋葉町、我入道外新田、我入道稲荷町、下香貫牛臥、下香貫山宮前、我入道江川、我入道南条寺、下香貫塩場、下香貫前原（一部）、下香貫浜田、下香貫善太夫、下香貫上障子（一部）、下香貫下障子（一部）、善太夫西原、我入道津島町、下香貫島郷、下香貫塚田（一部）、下香貫大久保（一部）、下香貫柿原、我入道浜町、我入道八間割、我入道蔓陀ケ原、我入道浜方、我入道林町、我入道東町、我入道一本松町、下香貫汐入（一部）、下香貫樋ノ口（一部）、上香貫蔓陀ケ原、西島町（一部）、上香貫三貫地、上香貫槇島町（一部）

沼津市立香貫小学校の学区
- 下香貫石原、下香貫藤井原、下香貫矢丸、下香貫木ノ宮、下香貫前角、下香貫猪沼、下香貫前原（一部）、下香貫上障子（一部）、下香貫下障子（一部）、下香貫塚田（一部）、下香貫大久保（一部）、下香貫清水、下香貫馬場、下香貫西村、下香貫上ノ原、下香貫給田、下香貫塩満、下香貫七面、下香貫林ノ下、下香貫汐入（一部）、下香貫樋ノ口（一部）、下香貫宮脇（一部）、下香貫宮原（一部）、下香貫山ノ根、下香貫八重、下香貫八重原、下香貫楊原、下香貫六反、下香貫外原、上香貫二瀬川町（一部）、上香貫九十九洞、上香貫八重、上香貫坂口、上香貫鉛山、上香貫長洞（一部）、上香貫東坂、上香貫仰天峰、上香貫三ノ洞、上香貫手城山、香貫が丘[1]

## 指定避難所
本校は、以下の地域の避難所に指定されている。
- 西村町、神明町、宮本町、馬場町石原、楊原、塩場、西木の宮、八間町、東八間町、西島町、三貫地